# BURY
BURY ist ein weltweit agierender Automobilzulieferer, sowohl für die Erstausrüstung als auch für Originalzubehör. Das Familienunternehmen mit Stammsitz in Löhne entwickelt und produziert im Bereich Kommunikation (USB Hubs, Bluetooth-Schnittstellen, Mikrofone, Steuergeräte, Wireless Charging, Komfort-Fernbedienungen) für die Automobilindustrie. Im März 2019 beschäftigte BURY rund 2300 Mitarbeiter an vier Standorten in Europa und Nordamerika.

## Standorte
Das Unternehmen ist an vier Standorten vertreten.
| Standort           | Mitarbeiter |
| ------------------ | ----------- |
| Löhne, Deutschland | 130         |
| Mielec, Polen      | 1950        |
| Rzeszów, Polen     | 50          |
| Huamantla, Mexiko  | 130         |

## Belege
1. ↑  Impressum der BURY GmbH & Co KG Website
2. ↑  Mitarbeiter, Stand 2019
3. ↑  Standorte